# Sciades passany
Sciades passany és una espècie de peix de la família dels àrids i de l'ordre dels siluriformes.

## Morfologia
- Els mascles poden assolir 100 cm de longitud total[6] i 15 kg de pes.[7]
- Té el cap aplanat a la part superior.[8]

## Reproducció
Sembla tindre lloc dues vegades l'any (abril i octubre): la femella pon 20-25 ous, els quals fan entre 12-15 mm, i són covats a la boca del mascle durant 10-12 dies.

## Hàbitat
És un peix demersal i de clima tropical.

## Distribució geogràfica
Es troba a l'Atlàntic occidental: des de la Guaiana fins a la desembocadura del riu Amazones al Brasil.

## Ús comercial
Es comercialitza fresc i salat.